# Wonorejo (Guntur)
Wonorejo is een bestuurslaag in het regentschap Demak van de provincie Midden-Java, Indonesië. Wonorejo telt 4199 inwoners (volkstelling 2010).